# Sabeth of De zwartgerokte gasten
Sabeth of De zwartgerokte gasten is een hoorspel van Günter Eich. Sabeth oder Die Gäste im schwarzen Rock werd op 14 juni 1951 door de Süddeutscher Rundfunk uitgezonden. De KRO bracht het in het programma Dinsdagavondtheater op dinsdag 1 november 1966 (met herhalingen op dinsdag 15 augustus 1967 en dinsdag 12 juni 1973). De vertaling was van L. Tiggeloven en Willem Tollenaar was de regisseur. Het hoorspel duurde 71 minuten.

## Rolbezetting
- Elisabeth Andersen (Therese Weisinger)
- Gerrie Mantel (een kind)
- Simone Rooskens (Elisabeth Fortner)
- Peter Aryans (Jozef Fortner)
- Wiesje Bouwmeester (vrouw Fortner)
- Harry Bronk (de knecht)
- Hetty Berger (de meid)
- Eric van Ingen (Sabeth)
- Joan Remmelts (Eginhard Woturba, hoofd van de school)
- Paul van der Lek (Reinicke, redacteur van een krant)
- Corry van der Linden (zijn secretaresse)
- Jan van Ees (Dr. Schlefink)
- Peronne Hosang (mevrouw Schlefink)

## Inhoud
In dit hoorspel, dat bestaat uit acht scènes en een epiloog, brengen een jonge lerares, een boerin en haar negenjarige dochter Elisabeth afwisselend verslag uit over een wonderlijke gebeurtenis. Elisabeth heeft op school - bij vergissing en tegen het verbod van haar ouders in - verteld dat er op hun afgelegen boerderij sinds enige tijd een vriendelijke raaf vertoeft die zo groot als een mens is en kan spreken. De lerares denkt natuurlijk eerst dat het kinderlijke fantasie is, maar later gaat ze, ietwat bezorgd over Elisabeth, naar haar huis en ontmoet daar zelf het wonderbare wezen. Van bij het begin geeft ze zich moeite om achter zijn geheim te komen en zijn voorgeschiedenis te achterhalen - gedeeltelijk uit nieuwsgierigheid, gedeeltelijk uit wetenschappelijke belangstelling, hoofdzakelijk echter om haar vereerde directeur te imponeren, die haar later bij haar onderzoekingen zal helpen en met haar zal trouwen. Haar moeite levert weinig resultaat op. Eerst zouden er veel raven geweest zijn (zeer geliefd door de Fortners, die zich door hen heel gelukkig voelden, ook al ging er aanvankelijk heel wat merkwaardig scheef), dan zou Sabeth (zo noemde men het grote wezen met zwarte veren en wonderlijk diepe ravenogen) plots alleen achtergebleven zijn, door de anderen verlaten en “uitgestoten”. De lerares meet dat Sabeth dagelijks minder en minder afweet van zijn oorsprong. Alleen Elisabeth kan zich nog wonderlijke dingen herinneren: vooral hoe ze op een dag, hangend aan Sabeths poten, met hem door een oogverblindende duisternis is gevlogen, een halve eeuwigheid lang - zo lang als de tijdspanne tussen roep en echo. (Tevergeefs probeert ze dit later nog eens met Sabeth.) Pas sinds hij de taal van de mensen geleerd heeft, bezit hij een herinnering. Dat merkt hij doordat hij al het vroegere steeds sneller en radicaler vergeet. Maar toch blijft hij steeds met een melancholisch gevoel van eenzaamheid onder mensen, die hij evenwel bewondert daar ze het grote voordeel hebben te kunnen beminnen. Geconfronteerd met de methodes van exact onderzoek die de directeur en de lerares hanteren, verdwijnt de toverachtige huisgenoot dan plots. Zelfs de achtergebleven reusachtige ravenveer verandert in een eenvoudige platanentwijg als men er een bewijsstuk wil van maken, en op de foto’s is er van hem niets te zien…